# Мужская сборная Италии по флорболу
Мужская национальная сборная Италии по флорболу — представляет Италию на международных соревнованиях по флорболу. Управляющей организацией является Федерация унихоккея / флорбола Италии (итал. Federazione Italiana Unihockey / Floorball).

## Результаты выступлений

### Чемпионаты мира
| Год        | Победы         | Ничьи          | Поражения      | Место          |
| ---------- | -------------- | -------------- | -------------- | -------------- |
| 1996—2000  | не участвовали | не участвовали | не участвовали | не участвовали |
| 2002       | 5              | 0              | 1              | 13             |
| 2004       | 6              | 0              | 0              | 11             |
| 2006       | 1              | 0              | 4              | 8              |
| 2008       | 0              | 1              | 4              | 10             |
| 2010       | 1              | 0              | 4              | 12             |
| 2012—н. в. | не участвовали | не участвовали | не участвовали | не участвовали |